# Rusty, chien détective
Pour plus de détails, voir Fiche technique et Distribution.
Rusty, chien détective (Rusty: A Dog's Tale) est un film américain de Shuki Levy sorti en 1998.

## Synopsis
Rusty est un gentil petit chien qui veille fidèlement sur ses maîtres, Jory et Tess, qui vivent dans le refuge pour animaux de leurs grands-parents. 
Mais un jour, de nombreux animaux sont enlevés. Avec tous ses amis, Rusty va mener l'enquête et démasquer les ravisseurs.

## Fiche technique
- Titre : Rusty, chien détective
- Titre original : Rusty: A Dog's Tale
- Réalisation : Shuki Levy
- Scénario :  Shuki Levy et Shell Danielson (en)
- Production : Haim Saban, Shuki Levy
- Compositeur Musique : Inon Zur, Jeremy Sweet
- Chef Décorateur : Yuda Acco
- Directeur de la Photographie : Frank Byers
- Société de production : 20th Century Fox
- Activités sociétés : Saban Entertainment (États-Unis)
- Pays d'origine : États-Unis
- Format :  35 mm, couleur, Dolby, rapport de forme : 1.33 : 1
- Langue : anglais
- Genre : comédie familiale d'aventure
- Durée : 90 minutes
- Dates de sortie : 
  - États-Unis : 22 septembre 1998 (vidéo en avant-première)

## Distribution
- Hal Holbrook : Boyd Callahan
- Rue McClanahan : Edna Callahan
- Laraine Newman : Bertha Bimini
- Charles Fleischer : Bart Bimini
- Blake Foster : Jory
- Danielle Keaton : Tess
- Beau Billingslea : Shérif Wilson
- Michael J. Pagan : Dylan Wilson
- Vincent Schiavelli : Carney Boss
- Ken Kercheval : Carl Winthrope
- Matthew Lawrence : voix de Rusty
- Suzanne Somers : voix de Malley
- Patrick Duffy : voix de Cap